# 이스트윅의 마녀들
《이스트윅의 마녀들》(영어: The Witches of Eastwick)은 1984년 미국의 판타지 공포 코미디 영화로, 존 업다이크의 동명 소설을 원작으로 마이클 크리스토퍼가 각색하고 조지 밀러 감독이 연출하였다. 잭 니컬슨, 셰어, 수전 서랜던, 미셸 파이퍼가 출연한다.

## 출연진
- 잭 니컬슨 - 대릴 밴혼
- 셰어 - 알렉산드라 메드퍼드
- 수전 서랜던 - 제인 스폿퍼드
- 미셸 파이퍼 - 수키 리지몬트
- 베로니카 카트라이트 - 펄리샤 올든
- 리처드 젱킨스 - 클라읻 올든
- 키스 조킴 - 월터 네프
- 베카 리시 - 네프 부인
- 카럴 스트라위컨 - 피델